# Продромос
Продромос (грч. Πρόδρομος) је насељено место у општини Александрија у периферији Средишња Македонија, Грчка. Према попису из 2021. године био је 721 становник.
Насеље је 1913. године имало 373 житеља Грка. На попису из 1928. године Продромос је имао 469 становника, од чега 18 грчких избеглица.